# オオハナインコ
オオハナインコ（大鼻鸚哥、大花鸚哥）は、インコ科に分類される鳥の一種。モルッカ諸島原産である。和名の語源はくちばしが大きく、鼻のように見えることから。羽毛の色に性的二形があり、雄は明るい緑色、雌は赤と紫色である。個体数は多く、木の実を食べる害鳥とされることもある。先住民はその鮮やかな羽毛を装飾品として利用している。

## 分類
インコ科のPsittaculini族に分類される。ダーシー・トムソンによると、オオハナインコ属とイロガシラインコ属の頭蓋骨には類似点がある。耳道と前頭前野は鱗状骨に達するが、結合はしていない。オオハナインコモドキ属の頭蓋骨も類似した特徴を持つ。以前は多くの亜種が知られていたが、遺伝的な証拠に基づき、複数種に分割された。

### 下位分類
3つの亜種が知られるが、見直しが必要とされる。地理的または政治的な要因によって、到達が困難となっている生息地もあり、野外での観察は限られている。19世紀初頭には多くの標本が収集されたが、一部の博物館では劣化が進んでいる。アメリカの博物館では、状態の良い標本が多い。
- E. r. roratus はgrand eclectusという英名があり、モルッカ諸島南部のブル島、セラム島、アンボン島、サパルア島、ハルク島に分布する。セラム島では亜種 vosmaeri との交雑が起こっている[5]。
- E. r. vosmaeri はVosmaer's eclectus、Vos eclectusという英名がある。ウォルター・ロスチャイルドによって記載され、学名はオランダの博物学者であるフォスマールへの献名である。フォスマールは1769年に、自身の著書でこの鳥について記述し、自身のコレクションの標本から、新たな種であることを指摘した[6]。基亜種よりも大型で、羽毛が黄色がかっており、北マルク州の島々に分布する。雄の頭部と頸部は黄色がかり、尾は青みが強く、黄色の縁取りがある。雌の頭部、背、翼は、より明るい赤色である。下尾筒は黄色で、尾の一部は明るい黄色である[5]。亜種の中では最も飼育数が多い[7]。
- E. r. westermani はWesterman's eclectusという英名があるが、独自の亜種かどうかは不明である。標本の多くが翼と尾を欠いており、雌の標本の体色に違いがある事から、交雑種である可能性が高い。ジョセフ・フォーショウは独立の亜種として認めているが、その分類学的地位は不明である。仮に独立の亜種であったとしても、現在は絶滅している[8]。

## 分布と生息地
インドネシアのモルッカ諸島全域に広く分布し、モロタイ島、ハルマヘラ島、テルナテ島、バカン島、オビ島、ブル島、セラム島、アンボン島、ハルク島、サパルア島、その他の小さな島々で記録がある。樹冠で見られ、原生の低地林に多いが、マングローブ、ニッパヤシの林、淡水湿地、乾燥地、海岸の低木林、密集したサバンナの林、公園、植林地、二次林、庭園など、様々な環境に生息する。標高1000m以上の場所には珍しいが、標高1900mでの生息記録もある。

## 形態
インコ科では珍しく、羽毛の色に明確な性的二形がある。体長は約35cmで、尾は短く、体は丸みを帯びる。雄は明るい緑色で、頭部は黄色がかる。初列風切は青色で、脇と下雨覆は赤色である。尾はクリーム色の帯で縁取られ、下面は濃い灰色である。尾羽は中央が緑色で、端にいくにつれて青みがかる。雌は明るい赤色で、背と翼は暗い。上背と下雨覆は暗い紫色に近く、翼は青色で縁取られる。尾の上面は黄色で縁取られ、下面はオレンジ色で、先端が黄色である。雄の上嘴は基部がオレンジ色で、先端に向かって黄色となり、下嘴は黒色である。雌の嘴は全体が黒色である。成鳥の虹彩は黄色からオレンジ色で、幼鳥の虹彩は暗褐色から黒色である。幼鳥は雄雌ともに上嘴の基部が茶色で、先端に向かって黄色となる。雌の腹部と頸部は、基亜種では紫色、亜種 vosmaeri ではラベンダー色である。亜種 vosmaeri の雌は、尾羽の下面が黄色である。亜種 vosmaeri の雌は、体色が亜種の中で最も明るい赤色である。飼育下では青色の突然変異が出現した事例がある。雄は水色で、雌は濃い青、白、灰色である。

## 生態

### 食性
野生では果物、イチジク、未熟な木の実、花や葉の芽、少量の種子を食べる。飼育下ではマンゴー、イチジク、グアバ、バナナ、メロン、核果、ブドウ、柑橘類、ナシ、リンゴ、ザクロ、パパイヤなど、ほとんどの果物を食べる。しかし健康のために糖分は制限する必要がある。消化管が異常に長く、繊維質のものも食べられる。

### 繁殖と成長
熱帯雨林の大きな樹木の洞で営巣する。繁殖に適した洞は貴重であるため、雌は自分の巣を他の雌から守り、場合によっては死ぬまで争うこともある。雌は年間で最大11か月間木に留まり、洞の入り口から出ることはめったになく、複数の雄から餌を受け取る。雄は餌を求めて最大20km移動し、最大で5羽の雄が1羽の雌に定期的に餌を与える。これらの雄は、雌を手に入れる為に争う。他のインコとは異なり、オオハナインコは多夫多妻制で、雌は複数の雄と交尾し、雄も複数の雌と交尾する。雌雄の羽の色の違いは、繁殖形態に由来する可能性がある。雌の明るい赤色は、巣穴の入り口では目立ち、雄を引き付ける。一方で、巣の奥深くでは赤い体色が暗闇に紛れ、捕食者の目を逃れることができる。雄の鮮やかな緑色は、森の中では目立たない。雌雄の羽毛は紫外線を可視できればより目立つようになるが、タカなどの捕食者はこの能力を持たない。
大きさ40.0mm×31.0mmの、白色の卵を2個産む。卵は28-30日で孵化し、幼鳥は約11週間で巣立つ。通常2-3年で性成熟する。雌の母性本能は強く、飼育下では巣作りに適した場所を守る。春には無精卵を生むこともある。抱卵中の雌の足元に、他のインコの卵を置くと、雌は抱卵を続け、巣立ちまで育てることもある。
雌雄の雛がおり、雨が侵入するなど巣穴の環境が悪い場合、母親は雄の雛に対し子殺しを行う。飼育下ではこの行動は観察されていない。

## 飼育
インコの中でも人気の種である。他の多くのインコとは異なり、繁殖は比較的容易だが、手からの給餌は難しい。飼育下では穏やかで、その表情からか、鈍感であるという誤った印象を与えることもある。他のコンパニオンバードよりも、新しい物事に対して恐怖を示す傾向がある。飼育下では自身の羽毛をむしってしまうことがある。亜種 E. r. vosmaeri は、最も一般的に飼育されている。
一般的に飼育されるようになったのは1980年代以降であり、飼育下における平均寿命は未だ不明である。寿命を30年とする情報源もある。信頼できる最長の寿命は28.5年だが、40.8年という報告もある。
飼育下では足の筋肉が不随意的に伸縮することがある。これにより、止まり木に爪を打ち付けることになる。食生活と関連があると考えられており、ビタミンの多い食品、人工ビタミンや保存料を含む人間向けの食品、スピルリナを含む食品が原因と考えられる。